# Uca spinicarpa
Uca spinicarpa är en kräftdjursart som beskrevs av M. J. Rathbun 1900. Uca spinicarpa ingår i släktet vinkarkrabbor, och familjen Ocypodidae. Inga underarter finns listade i Catalogue of Life.